# Ешленд (Мен)
Ешленд (англ. Ashland) — місто (англ. town) в США, в окрузі Арустук штату Мен. Населення — 1202 особи (2020).

## Демографія
Згідно з переписом 2010 року, у місті мешкали 1302 особи в 603 домогосподарствах у складі 355 родин. Було 733 помешкання
Расовий склад населення:
| - 98,6 % — білих - 0,7 % — чорних або афроамериканців - 0,3 % — азіатів - 0,2 % — корінних американців |

До двох чи більше рас належало 0,2 %. Частка іспаномовних становила 0,6 % від усіх жителів.
За віковим діапазоном населення розподілялося таким чином: 19,7 % — особи молодші 18 років, 59,4 % — особи у віці 18—64 років, 20,9 % — особи у віці 65 років та старші. Медіана віку мешканця становила 45,2 року. На 100 осіб жіночої статі у місті припадало 103,4 чоловіків;  на 100 жінок у віці від 18 років та старших — 101,7 чоловіків також старших 18 років.
Середній дохід на одне домашнє господарство  становив 45 544 долари США (медіана — 37 039), а середній дохід на одну сім'ю — 52 217 доларів (медіана — 39 375). Медіана доходів становила 39 485 доларів для чоловіків та 28 661 долар для жінок. За межею бідності перебувало 12,3 % осіб, у тому числі 8,7 % дітей у віці до 18 років та 15,7 % осіб у віці 65 років та старших.
Цивільне працевлаштоване населення становило 545 осіб. Основні галузі зайнятості: освіта, охорона здоров'я та соціальна допомога — 27,3 %, виробництво — 23,1 %, сільське господарство, лісництво, риболовля — 14,5 %, будівництво — 8,6 %.